# NGC 2277
NGC 2277 is een open sterrenhoop in het sterrenbeeld Tweelingen. Het hemelobject werd op 20 april 1865 ontdekt door de Duits-Deense astronoom Heinrich Louis d'Arrest.